# Stigeskatten
Stigeskatten från Indals socken i Medelpad är Norrlands största silverskatt. Den upptäcktes år 1903 i byn Indal vid Indalsälven. Skatten består av mynt och smycken och dateras till vikingatiden. Myntens ursprung och datering tyder enligt en teori på att en stor del av dessa kom från ett vikingaöverfall år 994 på Stade i nuvarande Tyskland. Överfallet har beskrivits i en samtida källa, krönikan av Thietmar av Merseburg, dennes morbröder togs som gisslan av vikingarna. Biskop Bernward, hertig Bernhard och kung Otto III deltog i att samla till lösensumman, mynten präglades i biskopens borg Mundburg. Stigeskatten väger 3350 gram.
Den förvaras på Statens historiska museum i Stockholm.

## Galleri

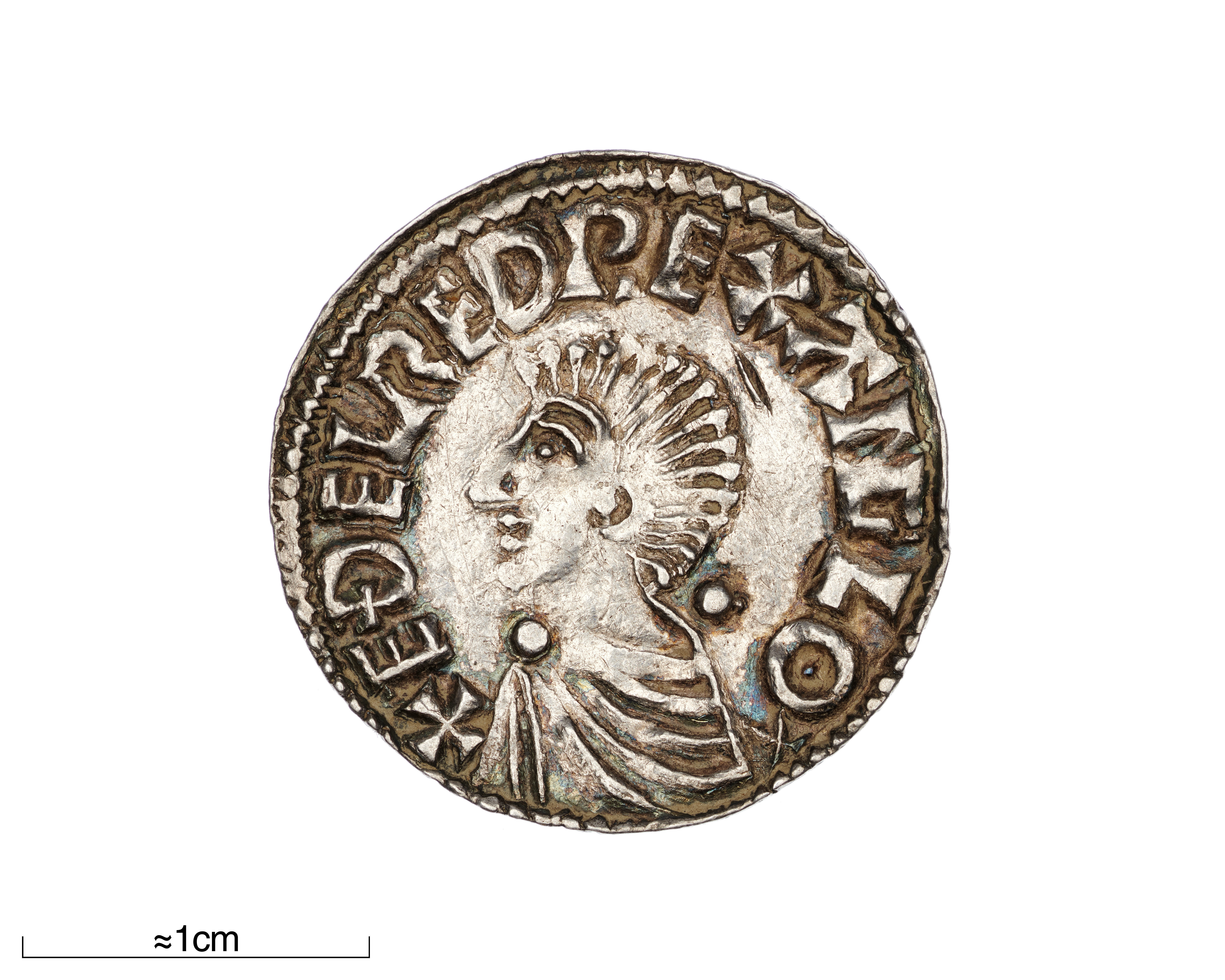
Engelskt silvermynt präglat cirka 997–1003 i Lincoln för kung Ethelred II (978–1016). Myntets åtsida visar kungen i profil.
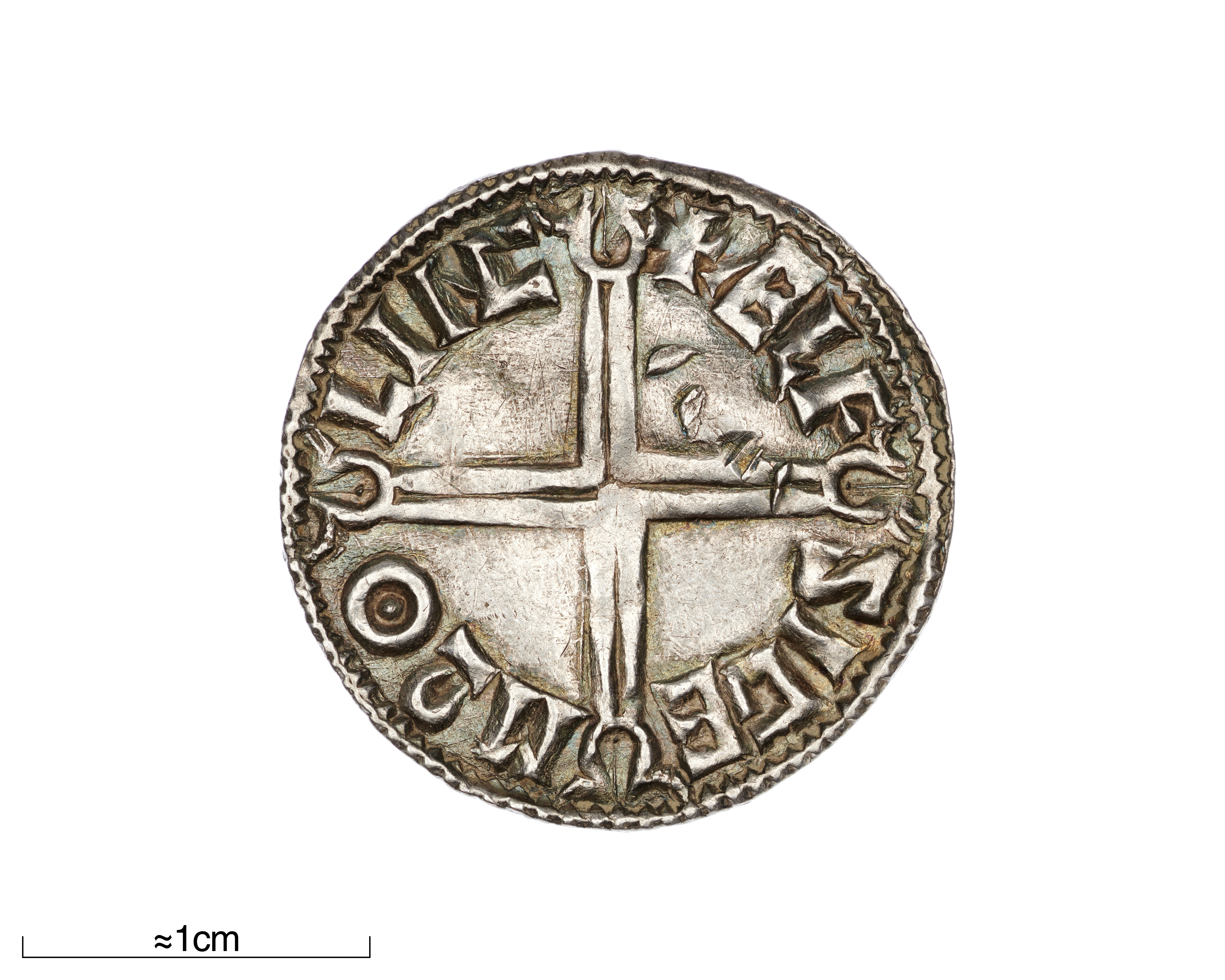
Myntets frånsida visar ett långt kors som slutar i halvmånar.
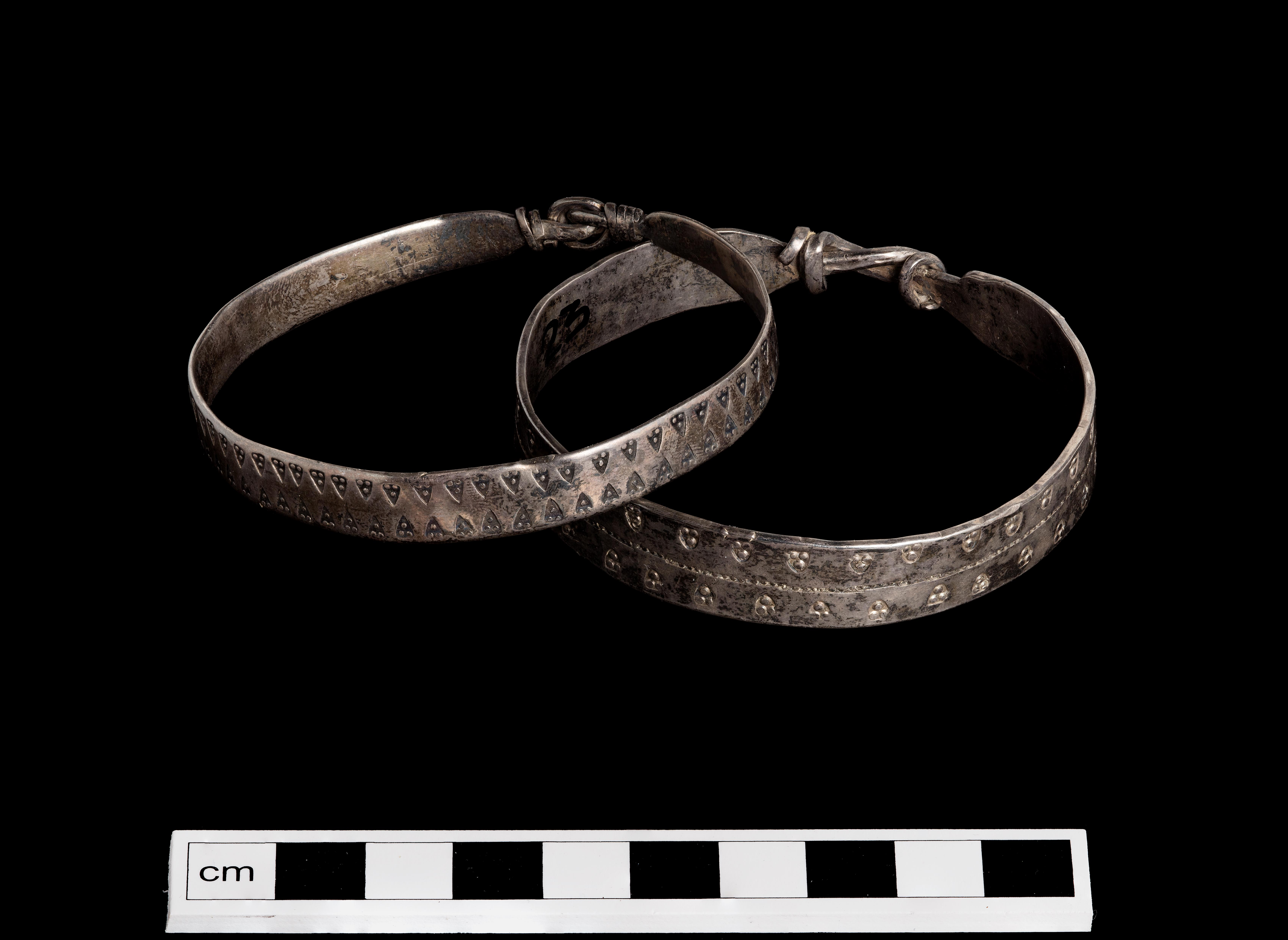
Armringar 850798_HST
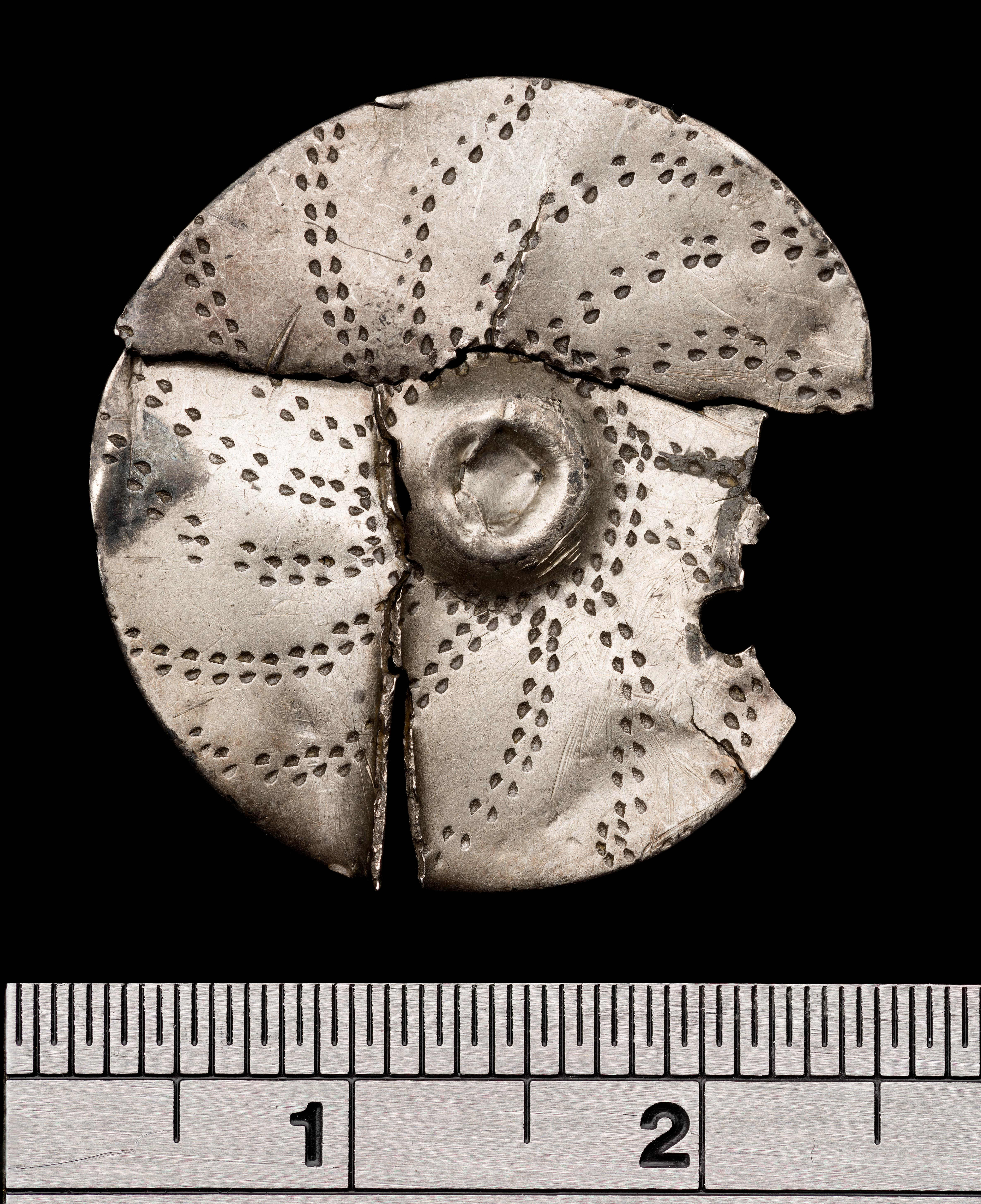
Hacksilver 850817_HST
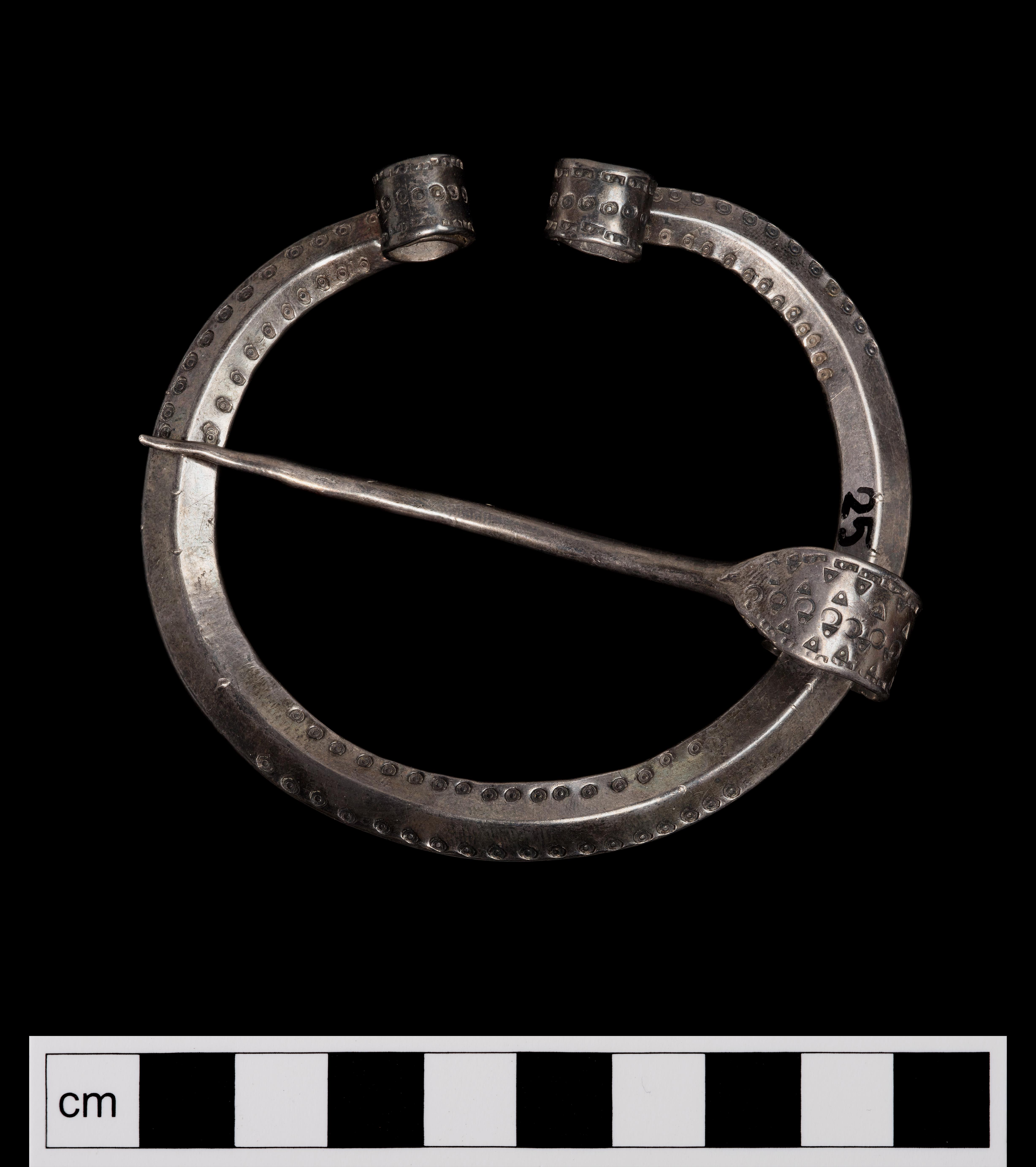
Ringspänne 850797_HST
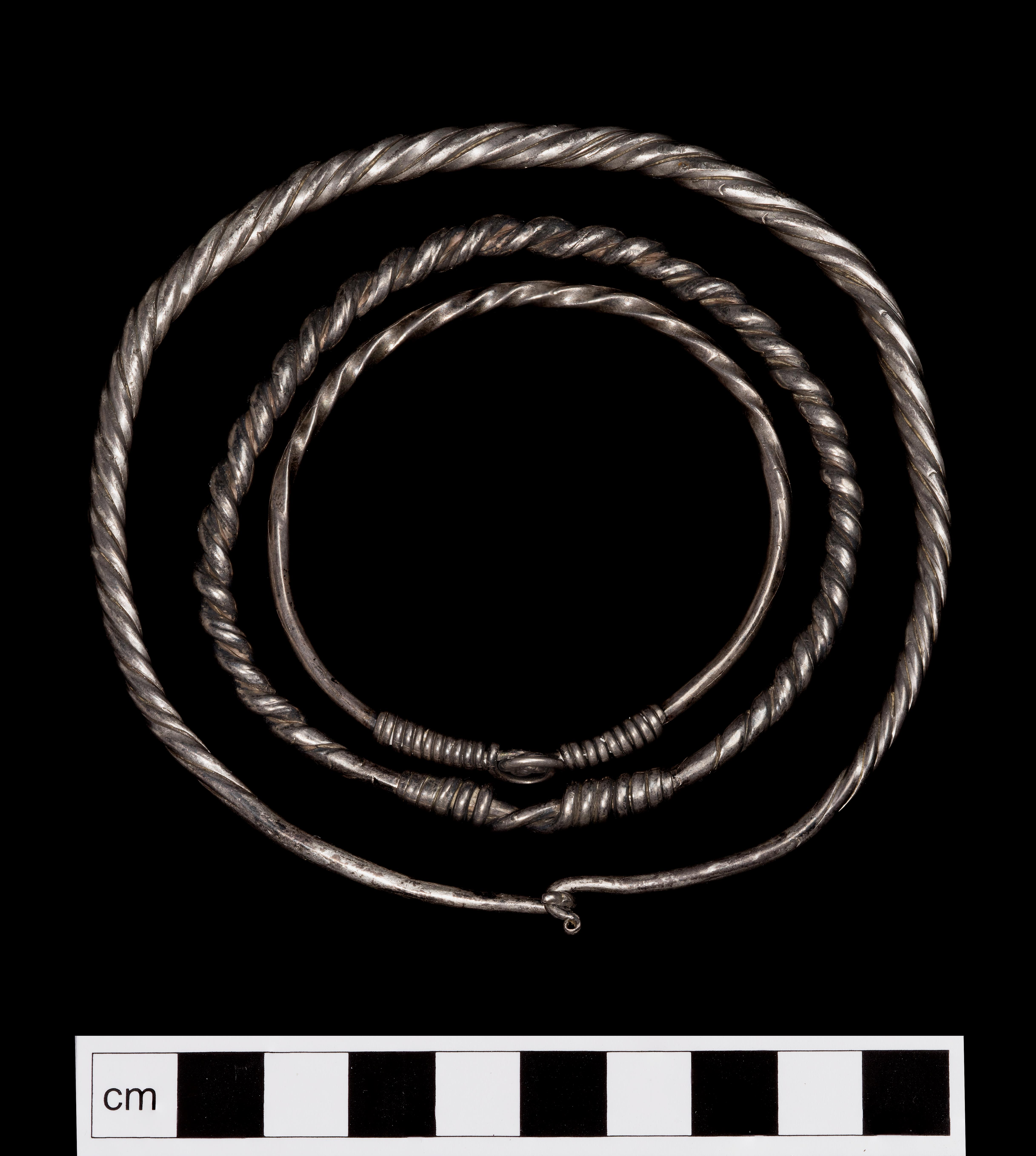
850799_HST
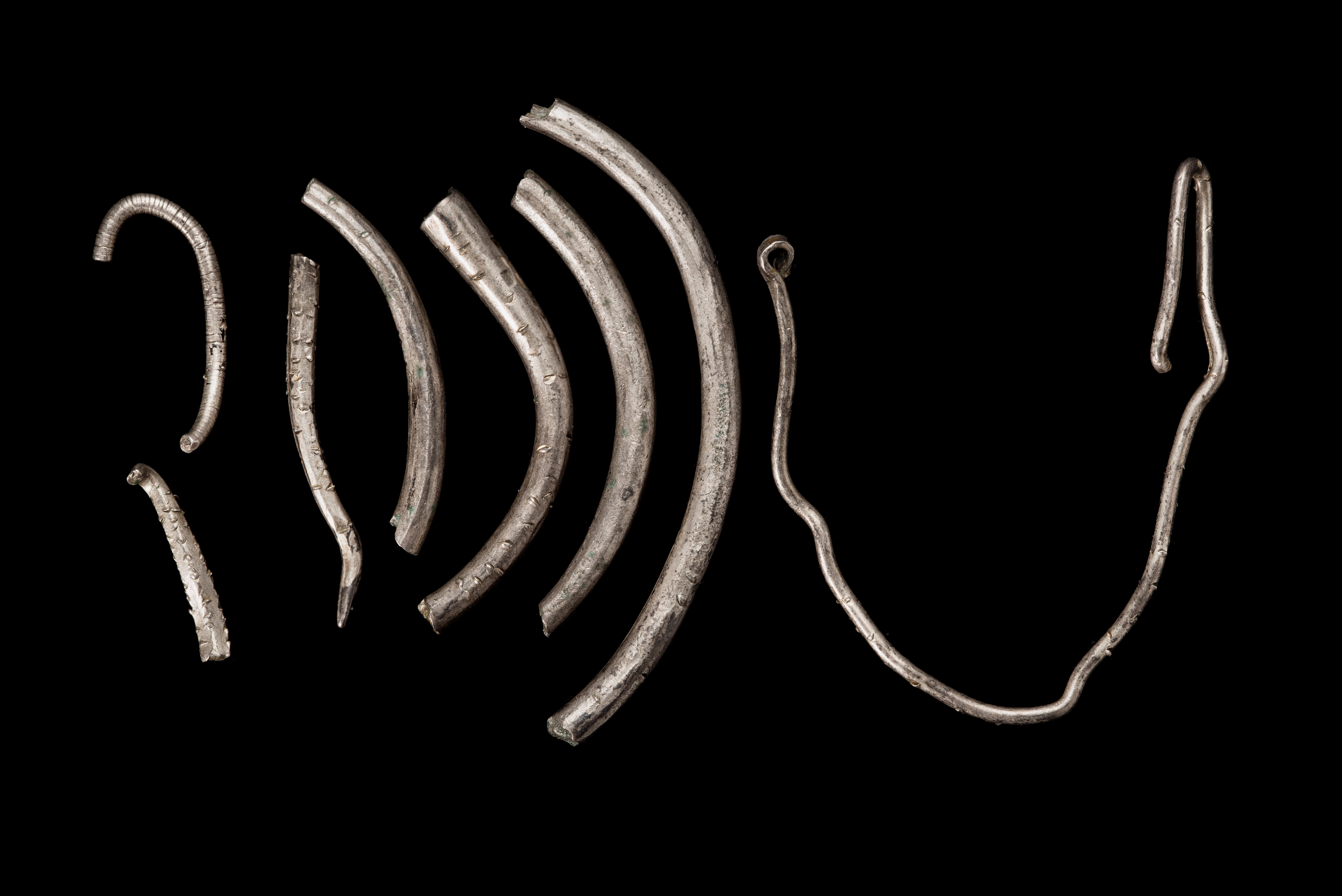
Hacksilver 850801_HST
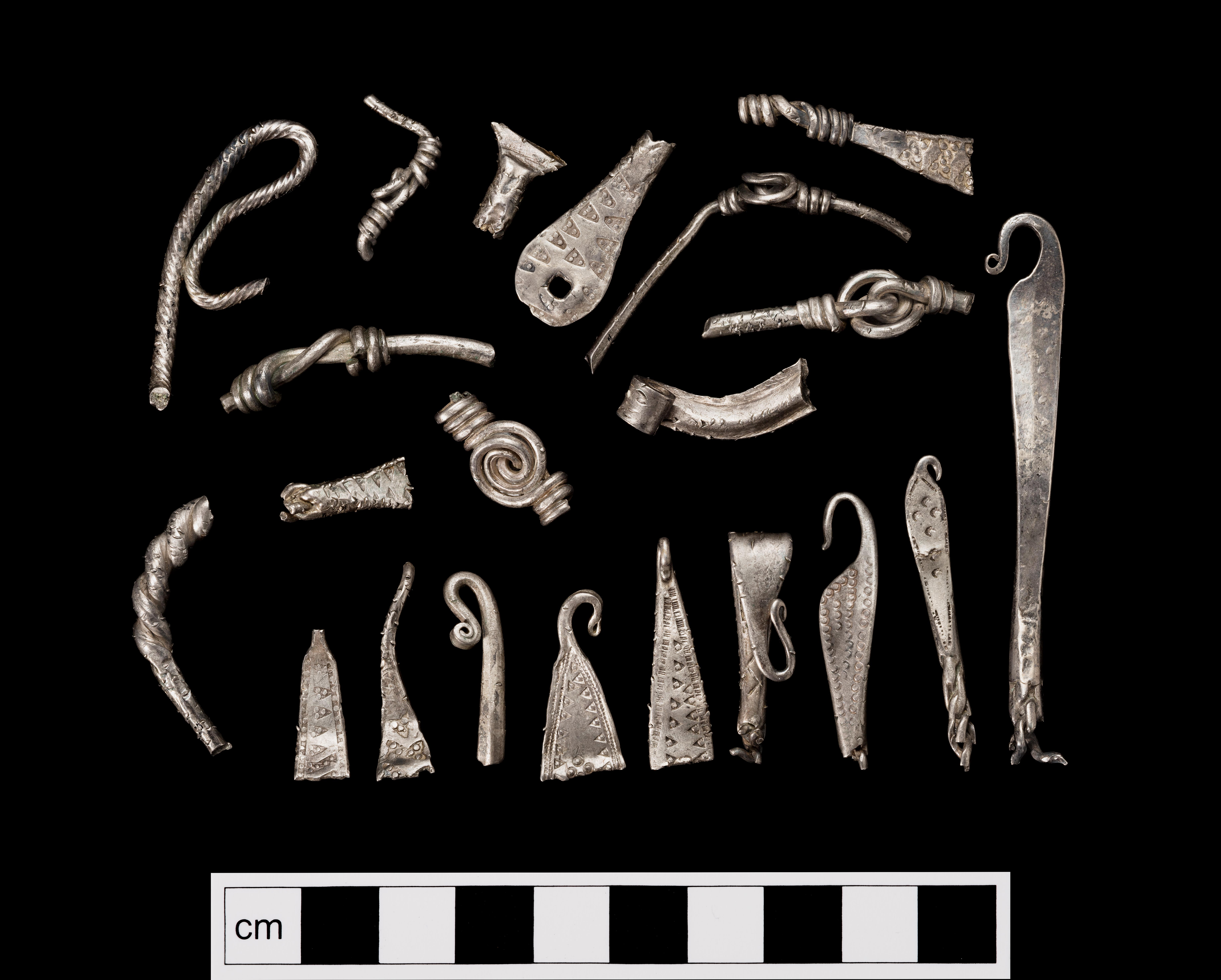
Hacksilver 850801_HST